# Copaxa satellitia
Copaxa satellitia är en fjärilsart som beskrevs av Walker 1865. Copaxa satellitia ingår i släktet Copaxa och familjen påfågelsspinnare. Inga underarter finns listade i Catalogue of Life.